# Ilia Salov
Ilia Aleksandrovitch Salov, parfois Salow, (Илья Александрович Салов, Penza, 6 avril 1834 - Saratov, 24 décembre 1902) est écrivain, dramaturge et traducteur russe.

## Biographie
Ayant commencé sa carrière au milieu des années 1850 avec une série de nouvelles et de romans principalement dans la veine de la prose de Ivan Tourgueniev, alors très populaire, Salov a pris de l'importance à la fin des années 1870 avec ses nouvelles publiées dans les Annales de la Patrie. En 1892, sont sortis les Œuvres de Salov en trois volumes, suivis de deux recueils de nouvelles (С натуры, 1893 et Суета мирская, 1894). Parmi ses œuvres les plus reconnues, on compte entre autres ses romans le Coin cosy (Уютный уголок, 1894) et L'Expérience de la vie (Практика жизни, 1895).

## Publications en français
- Salow, Nouvelles, Hachette, 1884[2]
  - Le Crocodile de Gratchevka
  - La Forêt
  - Les Dénicheurs de rossignols